# HandbalAcademie
De HandbalAcademie is een fulltime-trainingsprogramma voor jonge dames handbaltalenten. De HandbalAcademie is in september 2006 opgericht door het Nederlands Handbal Verbond. De academie is gevestigd in Papendal bij het nationaal sportcentrum. Hier verblijven 25 jonge sporters vier of vijf dagen per week. Hierbij trainen ze en volgen ze een opleiding in de regio van Arnhem en Nijmegen. Ieder jaar is er begin september een in- en uitstroom van zo'n tien speelsters.

## Eredivisie
Van het seizoen 2008/09 tot 2010/11 maakte het talententeam van de Handbalacademie deel uit van de Eredivisie. De handbalsters van de Handbalacademie hadden een dubbele speelgerechtigheid. Zij kwamen zowel voor hun eigen ploeg als voor het academieteam uit. De duels van het HA-team vonden midweeks plaats in Sporthal Elderveld in Almere. De speelsters van het HA-team speelden in de wedstrijd tegen hun eigen club mee met hun eigen vereniging. Het HA-team nam geen deel aan het nationale bekertoernooi. In het seizoen 2011/12 heeft het Nederlands Handbal Verbond het talententeam van de Handbalacademie uit de eredivisie gehaald. Volgens de bond hadden de speelsters meer behoefte aan internationale stages en wedstrijden.

## Selecties

### Selectie 2020/2021
Onderstaand staat de selectie van de HandbalAcademie 2020/2021.
| Nr. | Naam                    | Toenmalige club    |  | Nr. | Naam                    | Toenmalige club    |
| --- | ----------------------- | ------------------ |  | --- | ----------------------- | ------------------ |
| 1   | Donna Bakker            | Vlag van Nederland |  | 13  | Fem Boeters             | Vlag van Nederland |
| 2   | Roos Daleman            | Vlag van Nederland |  | 14  | Senna van Galen         | Vlag van Nederland |
| 3   | Lynn Holtman            | Vlag van Nederland |  | 15  | Jette van Ingen         | Vlag van Nederland |
| 4   | Eva Jansma              | Vlag van Nederland |  | 16  | Lynn Kuipers            | Vlag van Nederland |
| 5   | Lieke van der Linden    | Vlag van Nederland |  | 17  | Jalisha Loy             | Vlag van Nederland |
| 6   | Marloes Hoitzing        | Vlag van Nederland |  | 18  | Daphne Luchies          | Vlag van Nederland |
| 7   | Britt Maarschalkerweerd | Vlag van Nederland |  | 19  | Romee Maarschalkerweerd | Vlag van Nederland |
| 8   | Kim Molenaar            | Vlag van Nederland |  | 20  | Jessie van de Ruit      | Vlag van Nederland |
| 9   | Bianca Schanssema       | Vlag van Nederland |  | 21  | Esma Staal              | Vlag van Nederland |
| 10  | Rome Steverink          | Vlag van Nederland |  | 22  | Amber Verbraeken        | Vlag van Nederland |
| 11  | Loïs van Vliet          | Vlag van Nederland |  | 23  | Lisa Vlug               | Vlag van Nederland |
| 12  | Pipy Wolfs              | Vlag van Nederland |  |     |                         |                    |

Talentcoach: Ricardo Clarijs

### Selectie 2019/2020
Onderstaand staat de selectie van de HandbalAcademie 2019/2020.
| Nr. | Naam                    | Toenmalige club               |  | Nr. | Naam                 | Toenmalige club               |
| --- | ----------------------- | ----------------------------- |  | --- | -------------------- | ----------------------------- |
| 1   | Lieke van der Linden    | Voorwaarts                    |  | 13  | Lisa Vlug            | JuRo Unirek VZV               |
| 2   | Zoë Sprengers           | OTTO Work/force VOC Amsterdam |  | 14  | Kim Molenaar         | JuRo Unirek VZV               |
| 3   | Amber Verbraeken        | HV Quintus                    |  | 15  | Eva Jansma           | Westfriesland SEW             |
| 4   | Roos Daleman            | OTTO Work/force VOC Amsterdam |  | 16  | Malene Froeling      | DSVD                          |
| 5   | Lynn Kuipers            | D.S.V.D                       |  | 17  | Nikita van der Vliet | OTTO Work/force VOC Amsterdam |
| 6   | Britt Maarschalkerweerd | OTTO Work/force VOC Amsterdam |  | 18  | Jette van Ingen      | HV Quintus                    |
| 7   | Britt van der Baan      | OTTO Work/force VOC Amsterdam |  | 19  | Danique Trooster     | D.S.V.D                       |
| 8   | Larissa Schutrups       | E&O                           |  | 20  | Esma Staal           | JuRo Unirek VZV               |
| 9   | Daphne Luchies          | E&O                           |  | 21  | Lisanne Kruijswijk   | HV Quintus                    |

Talentcoach: Ricardo Clarijs

### Selectie 2018/2019
Onderstaand staat de selectie van de HandbalAcademie 2018/2019.
| Nr. | Naam                 | Toenmalige club   |  | Nr. | Naam                 | Toenmalige club |
| --- | -------------------- | ----------------- |  | --- | -------------------- | --------------- |
|     | Britt van der Baan   | VOC               |  |     | Kim Molenaar         | ZAP             |
|     | Sarah Dekker         | Westfriesland/SEW |  |     | Amy Oostveen         | Quintus/ VOC    |
|     | Maxime Drent         | VOC               |  |     | Zoë Sprengers        | VOC             |
|     | Hante Hamel          | V&L               |  |     | Danique Trooster     | Borhave         |
|     | Jessica Hilbrands    | SV Dalfsen        |  |     | Nikita van der Vliet | VOC             |
|     | Marloes Hoitzing     | V&L               |  |     | Bo van Wetering      | VOC             |
|     | Danique de Jong      | Kwiek             |  |     | Laura Zeldenthuis    | VOC             |
|     | Lisanne Kruijswijk   | SEW               |  |     | Pien van der Geest   | VOC             |
|     | Lieke van der Linden | VOC               |  |     |                      |                 |

Talentcoach: Ricardo Clarijs

### Selectie 2017/2018
Onderstaand staat de selectie van de HandbalAcademie 2017/2018.
| Nr. | Naam                 | Toenmalige club       |  | Nr. | Naam               | Toenmalige club |
| --- | -------------------- | --------------------- |  | --- | ------------------ | --------------- |
|     | Britt van der Baan   | VOC                   |  |     | Laura Zeldenthuis  |                 |
|     | Lieke van der Linden |                       |  |     | Lisanne Kruijswijk |                 |
|     | Hante Hamel          |                       |  |     |                    |                 |
|     | Marloes Hoitzing     |                       |  |     |                    |                 |
|     | Amy Oostveen         |                       |  |     |                    |                 |
|     | Zoë Sprengers        | VOC                   |  |     |                    |                 |
|     | Danique Trooster     | Borhave               |  |     |                    |                 |
|     | Nikita van der Vliet | Succes Schoonmaak/VOC |  |     |                    |                 |
|     | Bo van Wetering      | Succes Schoonmaak/VOC |  |     |                    |                 |

### Selectie 2016/2017
Onderstaand staat de selectie van de HandbalAcademie 2016/2017.
| Nr. | Naam               | Toenmalige club       |  | Nr. | Naam                 | Toenmalige club       |
| --- | ------------------ | --------------------- |  | --- | -------------------- | --------------------- |
| 1   | Britt van der Baan | VOC                   |  | 14  | Lynn Molenaar        | ZAP                   |
| 2   | Ilya Belgareh      | Marsna                |  | 15  | Carlijn Mulder       | HV Dongen             |
| 3   | Mariël Beugels     | Succes Schoonmaak/VOC |  | 16  | Sharon Nooitmeer     | Virto/Quintus         |
| 4   | Riejanne Blaauw    | FIQAS/Aalsmeer        |  | 17  | Amy Oostveen         | Westfriesland/SEW     |
| 5   | Maxime Drent       | V&L                   |  | 18  | Jesse van de Polder  | FIQAS/Aalsmeer        |
| 6   | Merel Freriks      | E&O                   |  | 19  | Claudia Rompen       | HandbaL Venlo         |
| 7   | Hante Hamel        | Kwiek                 |  | 20  | Zoë Sprengers        | VOC                   |
| 8   | Marloes Hoitzing   | E&O                   |  | 21  | Danique Trooster     | Borhave               |
| 9   | Dione Housheer     | Succes Schoonmaak/VOC |  | 22  | Nikita van der Vliet | Succes Schoonmaak/VOC |
| 10  | Kalia Klomp        | V&L                   |  | 23  | Bo van Wetering      | Succes Schoonmaak/VOC |
| 11  | Nyala Krullaars    | Gemini                |  | 24  | Laura Zeldenthuis    | Westfriesland/SEW     |
| 12  | Zion Krullaars     | Gemini                |  | 25  | Tessa van Zijl       | Virto/Quintus         |
| 13  | Iva van der Linden | Succes Schoonmaak/VOC |  |     |                      |                       |

Hoofd HandbalAcademie & Talentcoach: Robert Nijdam
Talentcoach: Monique Tijsterman
Keeperstrainer: Marlie van der Tas-Menten
Fysieke trainer: Dave O'Mahony
Fysiotherapeut: Linn Willemsen
Fysiotherapeut: Floortje Gierman

### Selectie 2015/2016
Onderstaand staat de selectie van de HandbalAcademie 2015/2016.
| Nr. | Naam                | Toenmalige club     |  | Nr. | Naam                | Toenmalige club       |
| --- | ------------------- | ------------------- |  | --- | ------------------- | --------------------- |
| 1   | Delaila Amega       | Quintus             |  | 12  | Ellen Janssen       | V&L                   |
| 2   | Britt Stegers       | Maedilon/VZV        |  | 13  | Iva van der Linden  | Succes Schoonmaak/VOC |
| 3   | Ilya Belgareh       | Marsna              |  | 14  | Kalia Klomp         | V&L                   |
| 4   | Mariël Beugels      | E&O                 |  | 15  | Mieke Korpel        | E&O                   |
| 5   | Danique Boonkamp    | Westfriesland/SEW   |  | 16  | Carlijn Mulder      | HV Dongen             |
| 6   | Annefleur Bruggeman | HandbaL Venlo       |  | 17  | Sharon Nooitmeer    | Virto/Quintus         |
| 7   | Romy ten Cate       | Klink-Nijland/Kwiek |  | 18  | Jesse van de Polder | FIQAS/Aalsmeer        |
| 8   | Rinka Duijndam      | Quintus             |  | 19  | Claudia Rompen      | HandbaL Venlo         |
| 9   | Merel Freriks       | E&O                 |  | 20  | Dionne Visser       | FIQAS/Aalsmeer        |
| 10  | Tamara Haggerty     | Westfriesland/SEW   |  | 21  | Nikki Wilsterman    | Westfriesland/SEW     |
| 11  | Dione Housheer      | Fortissimo          |  | 22  | Tessa van Zijl      | Succes Schoonmaak/VOC |

### Selectie 2014/2015
Onderstaand staat de selectie van de HandbalAcademie 2014/2015.
| Nr. | Naam                | Toenmalige club       |  | Nr. | Naam                | Toenmalige club       |
| --- | ------------------- | --------------------- |  | --- | ------------------- | --------------------- |
| 1   | Delaila Amega       | Quintus               |  | 13  | Jill Meijer         | Westfriesland/SEW     |
| 2   | Ilya Belgareh       | Marsna                |  | 14  | Renske Michielsen   | United Breda          |
| 3   | Mariël Beugels      | E&O                   |  | 15  | Carlijn Mulder      | HV Dongen             |
| 4   | Danique Boonkamp    | Westfriesland/SEW     |  | 16  | Loes Oortwijn       | Klink Nijland/Kwiek   |
| 5   | Annefleur Bruggeman | HandbaL Venlo         |  | 17  | Mabel Panhuis       | Westfriesland/SEW     |
| 6   | Rinka Duijndam      | Quintus               |  | 18  | Jesse van de Polder | FIQAS/Aalsmeer        |
| 7   | Merel Freriks       | E&O                   |  | 19  | Claudia Rompen      | HandbaL Venlo         |
| 8   | Tamara Haggerty     | Westfriesland/SEW     |  | 20  | Dionne Visser       | FIQAS/Aalsmeer        |
| 9   | Mandy Hoogenboom    | Westfriesland/SEW     |  | 21  | Nikki Wilsterman    | Westfriesland/SEW     |
| 10  | Ellen Janssen       | V&L                   |  | 22  | Iva van der Linden  | Succes Schoonmaak/VOC |
| 11  | Nadie Klaver        | Succes Schoonmaak/VOC |  | 23  | Tessa van Zijl      | Succes Schoonmaak/VOC |
| 12  | Kalia Klomp         | V&L                   |  |     |                     |                       |

### Selectie 2013/2014
Onderstaand staat de selectie van de HandbalAcademie 2013/2014.
| Nr. | Naam                | Toenmalige club            |  | Nr. | Naam                | Toenmalige club            |
| --- | ------------------- | -------------------------- |  | --- | ------------------- | -------------------------- |
| 1   | Delaila Amega       | Westfriesland/SEW          |  | 12  | Celine Michielsen   | Hellas                     |
| 2   | Danique Boonkamp    | Westfriesland/SEW          |  | 13  | Loes Oortwijn       | Klink Nijland/Kwiek        |
| 3   | Annefleur Bruggeman | HandbaL Venlo              |  | 14  | Mabel Panhuis       | Succes Schoonmaak/VOC      |
| 4   | Tess van Buren      | Quintus                    |  | 15  | Fenna Rijks         | Hellas                     |
| 5   | Esmee Dekker        | Hellas                     |  | 16  | Angela Steenbakkers | HandbaL Venlo              |
| 6   | Rinka Duijndam      | Quintus                    |  | 17  | Maxime Struijs      | Schuler Afbouwgroep/D.O.S. |
| 7   | Kelly Dulfer        | Schuler Afbouwgroep/D.O.S. |  | 18  | Dionne Visser       | Quintus                    |
| 8   | Tamara Haggerty     | Westfriesland/SEW          |  | 19  | Loes Vandewal       | Schuler Afbouwgroep/D.O.S. |
| 9   | Mandy Hoogenboom    | Succes Schoonmaak/VOC      |  | 20  | Janneke Vandewal    | HandbaL Venlo              |
| 10  | Nadie Klaver        | Succes Schoonmaak/VOC      |  | 21  | Kristy Zimmerman    | Schuler Afbouwgroep/D.O.S. |
| 11  | Jill Meijer         | Succes Schoonmaak/VOC      |  | 22  | Tessa van Zijl      | Verburch                   |

### Selectie 2012/2013
Onderstaand staat de selectie van de HandbalAcademie 2012/2013.
| Nr. | Naam              | Toenmalige club       |  | Nr. | Naam                | Toenmalige club       |
| --- | ----------------- | --------------------- |  | --- | ------------------- | --------------------- |
| 1   | Delaila Amega     | Westfriesland/SEW     |  | 14  | Loes Oortwijn       | GIBO Groep/Kwiek      |
| 2   | Kris Beukers      | AAC 1899              |  | 15  | Lotte Prak          | Westfriesland/SEW     |
| 3   | Danique Boonkamp  | Westfriesland/SEW     |  | 16  | Fenne Rijks         | V&L                   |
| 4   | Tess van Buren    | Quintus               |  | 17  | Shantella Smid      | Hellas                |
| 5   | Esmee Dekker      | Succes Schoonmaak/VOC |  | 18  | Inger Smits         | Handbal Venlo         |
| 6   | Rinka Duijndam    | Quintus               |  | 19  | Angela Steenbakkers | Handbal Venlo         |
| 7   | Kelly Dulfer      | Quintus               |  | 20  | Maxime Struijs      | Succes Schoonmaak/VOC |
| 8   | Evelien Grob      | Hellas                |  | 21  | Loes Vandewal       | V&L                   |
| 9   | Nadie Klaver      | DSS                   |  | 22  | Janneke Vandewall   | Handbal Venlo         |
| 10  | Roos Lockhorst    | Quintus               |  | 23  | Kelly Vollebregt    | Quintus               |
| 11  | Sharelle Maarse   | FIQAS/Aalsmeer        |  | 24  | Melissa Wilmsen     | Westfriesland/SEW     |
| 12  | Jill Meijer       | Succes Schoonmaak/VOC |  | 25  | Kristy Zimmerman    | GIBO Groep/Kwiek      |
| 13  | Celine Michielsen | Hellas                |  |     |                     |                       |

### Selectie 2011/2012
Onderstaand staat de selectie van de HandbalAcademie 2011/2012.
| Nr. | Naam               | Toenmalige club       |  | Nr. | Naam                | Toenmalige club  |
| --- | ------------------ | --------------------- |  | --- | ------------------- | ---------------- |
| 1   | Celine Bootsman    | Succes Schoonmaak/VOC |  | 12  | Shantella Smid      | Hellas           |
| 2   | Esmee Dekker       | Succes Schoonmaak/VOC |  | 13  | Inger Smits         | Loreal           |
| 3   | Kelly Dulfer       | Quintus               |  | 14  | Angela Steenbakkers | Eurotech/Bevo HC |
| 4   | Priscilla ter Elst | Borhave               |  | 15  | Maxime Struijs      | Venus/Nieuwegein |
| 5   | Evelien Grob       | Hellas                |  | 16  | Loes Vandewal       | Loreal           |
| 6   | Britt Holster      | Succes Schoonmaak/VOC |  | 17  | Janneke Vandewall   | Loreal           |
| 7   | Roos Lockhorst     | Quintus               |  | 18  | Kelly Vollebregt    | Quintus          |
| 8   | Sharelle Maarse    | Venus/Nieuwegein      |  | 19  | Anouk van de Wiel   | Venus/Nieuwegein |
| 9   | Celine Michielsen  | Venus/Nieuwegein      |  | 20  | Melissa Wilmsen     | Venus/Nieuwegein |
| 10  | Becky van Nijf     | Loreal                |  | 21  | Kristy Zimmerman    | GIBO Groep/Kwiek |
| 11  | Lotte Prak         | Westfriesland/SEW     |  |     |                     |                  |

### Selectie 2010/2011
Onderstaand staat de selectie van de HandbalAcademie 2010/2011.
| Nr. | Naam                | Toenmalige club  |  | Nr. | Naam              | Toenmalige club  |
| --- | ------------------- | ---------------- |  | --- | ----------------- | ---------------- |
| 1   | Lorèn voor 't Hekke | GIBO Groep/Kwiek |  | 14  | Loes Vandewal     | Loreal           |
| 2   | Larissa van Dorst   | Hellas           |  | 15  | Lisette Moelker   | Hellas           |
| 3   | Tess Wester         | Huyser/E&O       |  | 16  | Roxanne Bovenberg | Kiddy World/SEW  |
| 4   | Esmee Dekker        | T+A/VOC          |  | 17  | Riekie Singer     | Kiddy World/SEW  |
| 5   | Celine Michielsen   | Venus/Nieuwegein |  | 18  | Melissa Wilmsen   | DSS              |
| 6   | Becky van Nijf      | Loreal           |  | 19  | Sanne van Olphen  | Hellas           |
| 7   | Lotte Prak          | Kiddy World/SEW  |  | 20  | Evelien Grob      | GIBO Groep/Kwiek |
| 8   | Lynn Knippenborg    | MizuWaAi/Dalfsen |  | 21  | Estavana Polman   | T+A/VOC          |
| 9   | Isabelle Jongenelen | Quintus          |  | 22  | Monika Kornet     | Hellas           |
| 10  | Jamy de Ruyter      | DSS              |  | 23  | Myrthe Schoenaker | GIBO Groep/Kwiek |
| 11  | Inger Smits         | V&L              |  | 24  | Anouk van de Wiel | Venus/Nieuwegein |
| 12  | Tamara van der Pijl | Venus/Nieuwegein |  | 25  | Angela Malestein  | T+A/VOC          |
| 13  | Maxime Struijs      | T+A/VOC          |  |     |                   |                  |

Coach: Monique Tijsterman
Coach: Jokelyn Tienstra
Coach: Gino Smits
Fysiotherapeut: Heidi Veltmaat
Fysiotherapeut: Linn Willemsen

### Selectie 2009/2010
Onderstaand staat de selectie van de HandbalAcademie 2009/2010.
| Nr. | Naam                  | Toenmalige club        |  | Nr. | Naam                 | Toenmalige club       |
| --- | --------------------- | ---------------------- |  | --- | -------------------- | --------------------- |
| 1   | Lorèn voor 't Hekke   | GIBO Groep/Kwiek       |  | 14  | Danick Snelder       | Hellas                |
| 2   | Larissa van Dorst     | Hellas                 |  | 15  | Lisette Moelker      | van der Voort/Quintus |
| 3   | Tess Wester           | T+A/VOC                |  | 16  | Roxanne Bovenberg    | van der Voort/Quintus |
| 4   | Marcella Deen         | T+A/VOC                |  | 17  | Riekie Singer        | VZV                   |
| 5   | Martine Smeets        | GRANDO Keukens/Dalfsen |  | 18  | Sharina van Dort     | GIBO Groep/Kwiek      |
| 6   | Rachel Piekhaar       | van der Voort/Quintus  |  | 19  | Sanne van Olphen     | Hellas                |
| 7   | Esther Schop          | Kiddy World/SEW        |  | 20  | Lois Abbingh         | Huyser/E&O            |
| 8   | Lynn Knippenborg      | GRANDO keukens/Dalfsen |  | 21  | Estavana Polman      | AAC 1899              |
| 9   | Isabelle Jongenelen   | van der Voort/Quintus  |  | 22  | Monika Kornet        | van der Voort/Quintus |
| 10  | Inske Kuik            | Loreal                 |  | 23  | Myrthe Schoenaker    | GIBO Groep/Kwiek      |
| 11  | Laura van der Heijden | T+A/VOC                |  | 24  | Anouk van de Wiel    | AAC 1899              |
| 12  | Tamara van der Pijl   | DSS                    |  | 25  | Debbie van Holsteijn | van der Voort/Quintus |
| 13  | Sanne Hoekstra        | Huyser/E&O             |  | 26  | Angela Malestein     | T+A/VOC               |

Coach: Monique Tijsterman
Coach: Jokelyn Tienstra
Coach: Gino Smits
Fysiotherapeut: Heidi Veltmaat

### Selectie 2008/2009
Onderstaand staat de selectie van de HandbalAcademie 2008/2009.
| Nr. | Naam                  | Toenmalige club        |  | Nr. | Naam                 | Toenmalige club       |
| --- | --------------------- | ---------------------- |  | --- | -------------------- | --------------------- |
| 1   | Lorèn voor 't Hekke   | GIBO Groep/Kwiek       |  | 13  | Danick Snelder       | Hellas                |
| 2   | Larissa van Dorst     | Hellas                 |  | 14  | Lisette Moelker      | van der Voort/Quintus |
| 3   | Tess Wester           | T+A/VOC                |  | 15  | Roxanne Bovenberg    | van der Voort/Quintus |
| 4   | Marcella Deen         | T+A/VOC                |  | 16  | Muriel Messchaert    | Huyser/E&O            |
| 5   | Martine Smeets        | GRANDO Keukens/Dalfsen |  | 17  | Sharina van Dort     | GIBO Groep/Kwiek      |
| 6   | Rachel Piekhaar       | van der Voort/Quintus  |  | 18  | Sanne van Olphen     | Hellas                |
| 7   | Esther Schop          | Kiddy World/SEW        |  | 19  | Lois Abbingh         | Huyser/E&O            |
| 8   | Teuntje Schaeffers    | T+A/VOC                |  | 20  | Estavana Polman      | AAC 1899              |
| 9   | Inske Kuik            | Loreal                 |  | 21  | Monika Kornet        | van der Voort/Quintus |
| 10  | Laura van der Heijden | T+A/VOC                |  | 22  | Myrthe Schoenaker    | GIBO Groep/Kwiek      |
| 11  | Roos van Breukelen    | GIBO groep/Kwiek       |  | 23  | Anouk van de Wiel    | AAC 1899              |
| 12  | Jamie van Vliet       | Hellas                 |  | 24  | Debbie van Holsteijn | van der Voort/Quintus |

Coach: Harry Weerman
Ass. coach: Monique Tijsterman
Ass. coach: Jokelyn Tienstra
Fysiotherapeut: Heidi Veltmaat

### Selectie 2007/2008
Onderstaand staat de selectie van de AA Drink HandbalAcademie 2007/2008.
| Nr. | Naam                  | Toenmalige club    |  | Nr. | Naam               | Toenmalige club         |
| --- | --------------------- | ------------------ |  | --- | ------------------ | ----------------------- |
|     | Debbie Bont           | VOC                |  |     | Martine Smeets     | E&O Emmen               |
|     | Marissa Broers        | Vlag van Nederland |  |     | Danick Snelder     | Omni SV Hellas Den Haag |
|     | Rachel de Haze        | UDSV               |  |     | Muriel Messchaert  | E&O                     |
|     | Cindy Schipper        | Vlag van Nederland |  |     | Roxanne Bovenberg  | Quintus                 |
|     | Denise Vogel          | VOC                |  |     | Lisette Moelker    | van der Voort/Quintus   |
|     | Roos van Breukelen    | Vlag van Nederland |  |     | Sanne van Olphen   | Omni SV Hellas          |
|     | Teuntje Schaefers     | VOC                |  |     | Rachel Piekhaar    | Quintus                 |
|     | Marcella Deen         | VOC                |  |     | Inske Kuik         | Loreal                  |
|     | Sharina van Dort      | Kwiek              |  |     | Esther Schop       | SEW                     |
|     | Laura van der Heijden | Venus/Nieuwegein   |  |     | 3 spelers onbekend |                         |
|     | Jamie van Vliet       | Hellas             |  |     |                    |                         |

### Selectie 2006/2007
Onderstaand staat de selectie van de AA Drink HandbalAcademie 2006/2007.
| Nr. | Naam                  | Toenmalige club     |  | Nr. | Naam               | Toenmalige club         |
| --- | --------------------- | ------------------- |  | --- | ------------------ | ----------------------- |
|     | Roos van Breukelen    | Vlag van Nederland  |  |     | Sanne van Olphen   | Omni SV Hellas          |
|     | Marissa Broers        | Vlag van Nederland  |  |     | Miranda Robben     | V&L Geleen              |
|     | Eva Deen              | Vlag van Nederland  |  |     | Inge Roelofs       | Vlag van Nederland      |
|     | Marcella Deen         | VOC                 |  |     | Teuntje Schaefers  | VOC                     |
|     | Sharina van Dort      | Kwiek               |  |     | Lindsey Schrekker  | Vlag van Nederland      |
|     | Laura van der Heijden | Venus/Nieuwegein    |  |     | Danick Snelder     | Omni SV Hellas Den Haag |
|     | Willemijn Karsten     | Zeeman Vastgoed/SEW |  |     | Denise Vogel       | VOC                     |
|     | Elke Knooren          | Vlag van Nederland  |  |     | Marsha Vollebregt  | Vlag van Nederland      |
|     | Annick Lipman         | Sercodak/Dalfsen    |  |     | Roxanne Wiegerinck | Vlag van Nederland      |
|     | Muriël Messchaert     | E&O                 |  |     | Charris Rozemalen  | U.D.S.V.                |
|     | Jamie van Vliet       | Hellas              |  |     |                    |                         |

## Europees handbal
| Seizoen | Competitie    | Ronde | Land              | Club                    | Totaalscore | 1e W    | 2e W    |
| ------- | ------------- | ----- | ----------------- | ----------------------- | ----------- | ------- | ------- |
| 2009/10 | Challenge Cup | 3R    | Vlag van Servië   | RK Zajecar 1949         | 60 - 82     | 33 - 43 | 27 - 39 |
| 2010/11 | Challenge Cup | 3R    | Vlag van België   | HC Rhino                | 74 - 48     | 45 - 27 | 21 - 29 |
| 2010/11 | Challenge Cup | L16   | Vlag van Portugal | Colegio de Gaia         | 69 - 45     | 40 - 21 | 29 - 24 |
| 2010/11 | Challenge Cup | 1/4 F | Vlag van Tsjechië | Sokol Pisek             | 61 - 53     | 26 - 26 | 35 - 27 |
| 2010/11 | Challenge Cup | 1/2 F | Vlag van Turkije  | Muratpasa Belediyesi SK | 67 - 75     | 32 - 33 | 35 - 42 |